# Сопша
Сопша — деревня в юго-восточной части Порховского района Псковской области. Входит в состав сельского поселения «Логовинская волость».
Расположена в 19 км к юго-востоку от города Порхов, в 3 км южнее волостного центра Логовино.
Численность населения по состоянию на 2000 год составляла 10 жителей.